# Campylotropis parviflora
Campylotropis parviflora là một loài thực vật có hoa trong họ Đậu. Loài này được (Kurz) Schindl. miêu tả khoa học đầu tiên.